# 美国家庭结构

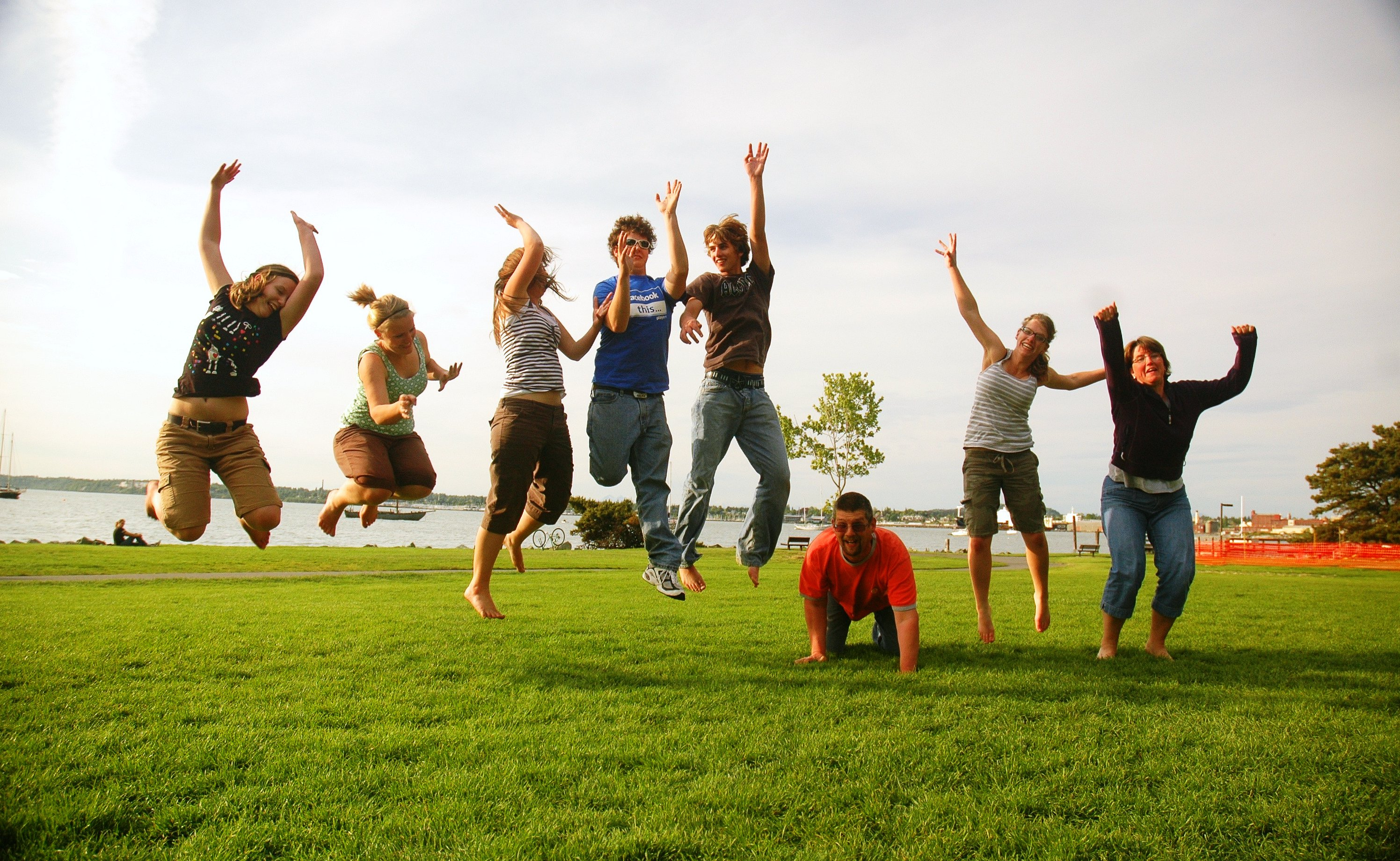
一个美国家庭由母亲、父亲、孩子和同堂的大家庭组成

传统的美国家庭结构被认为是一个两位成婚人士为自己的后代提供关怀和稳定的家庭支持系统。但是，这种双亲核心家庭已经变得不那么普遍，其它的家庭形式开始变得越来越常见。后代的出生通常会在几代人之间建立起纽带，意味着家庭的建立。那些几代同堂大家庭中的阿姨、叔叔、祖父母和表兄弟也同样能够起到核心家庭在情感和经济上的作用。
随着时间的流逝，传统家庭结构已经不得不适应一些会有非常大影响的变化，这些变化包括离婚及其引致的单亲家庭，未成年怀孕和相应的未婚母亲，同性婚姻及相应收养需求的增长等。女权运动和家庭主夫之类的社会运动也对另类家庭的创立起到了促进作用，产生了新版本的美国家庭。

## 家庭一览

### 核心家庭
自1950年代冷战期间对共产主义的恐慌开始，核心家庭被认为是一种“传统的”家庭结构。核心家庭由父亲母亲及子女构成。双亲结构的核心家庭已经变得不那么普遍，而美式或欧式家庭形式也更为常见。这其中包括同性恋关系，单亲家庭，收养家庭和几代同堂的大家庭。同时与以前相比，核心家庭也较少选择养育子女。统计数据表明，1960年时已婚夫妇家庭中拥有18岁以下孩童的百分比为45%，到了1990年已经下降至25.6%，到2000年则进一步下降至23.5%。

### 单亲家庭
单亲家庭指的是父母中的一位在没有另一位协助下单独抚养一个或多个子女。从历史上看，单亲家庭往往是由于配偶的去世而出现的，如因难产导致母亲过世等。夫妇离婚或未婚怀孕也会促成单亲家庭。虽然人们普遍认为单亲家庭不利于孩子的身心健康，但它最终还是为社会所接受:7。
从1900至1950年的半个世纪里，单亲家庭的比例升高了两倍，而在最近30年里又翻了一番:18。所谓婚姻“地久天长”的理念已经逐渐淡薄，个人与过去相比可能会更容易做出离婚的决定。越来越多的单亲家庭是因未婚生育，特别是意外怀孕而出现的。

### 继亲家庭
继亲家庭在美国越来越常见：原本的两个家庭组合起来形成新的继亲家庭。离婚率和再婚率的上升也显示了这一点。数据显示平均每天有1300个这样的家庭形成。有超过一半的美国家庭是再婚家庭，约75%的婚姻以离婚、再婚收场。

### 大家庭
一个大家庭中可能包含有爷爷、奶奶、姥姥、姥爷、叔叔、舅舅、婶婶、姑姑、阿姨、舅妈和表兄弟姐妹。在部分情况下，整个大家庭可能会住在一起，出现一种几世同堂的景象。一个典型的例子如年迈的父母搬去与孩子一起住，这将对原核心家庭中负责照料的一方提出很高的要求，特别是对于一个大家庭中负责这些义务的女性。

## 角色与关系

### 已婚伴侣
美国人口调查局对已婚伴侣的定义是“组成同一家庭的一夫一妻两位成员”。从1940年代开始，美国的结婚率下降，离婚率上升。

### 未婚伴侣
未婚伴侣生活在一起也被称为同居。美国未婚异性伴侣的数量已经从1960年的约40万对增加到2005年的超过500万对，增长了超过10倍:271。如果再加上同性伴侣，这个数字又将提高59.4万:271。在所有未婚伴侣中，约有九分之一（11.1%）是同性恋:271。同居的生活方式在当今一代正变得越来越流行:275，对于两人来说，不结婚更为便利，因为这样更简单，也更经济。随着社会中离婚率的上升，那些对自己长远计划不是很有把握的伴侣结婚的欲望也不再那么强烈:271。

### 父母
父母（Parents）既可以指亲生父母，也可能指领养儿童的法定监护人。传统上，母亲负责养育和照顾孩子，而父亲则需要出门工作为家庭带来经济收入。父母的年龄范围小到未成年怀孕的十几岁青少年，大到决定抚养自己孙辈的祖父母不等，青少年怀孕的比例还会因种族和文化而波动:326。年纪较长的父母通常经济来源稳定，也有更丰富的社会经验，因此养育孩子也比起青少年会更得心应手:328-329。

### 家庭主妇
家庭主妇是指不需出门工作养家糊口，而是留在家里照料子女、整理家务的已婚女性。随着越来越多的女性开始追求自己的事业，居家相夫教子的传统家庭主妇已经大幅减少。1965年时，一位美國女性平均每星期花27个小时来做家务，到了1995年已经下跌到少于16小时，不过仍然远远超过她们的男性伴侣:367。
女权主义运动带来了美国和欧洲女性就业率的大幅度上升。1950年代美国婚后女性就业率仅为11%，甚至少于1920年代。经历了在1960年代、1970年代伴随着带有浓烈地左翼色彩的民权运动而出现的的女权运动高潮后，1978年美国已婚女性就业率上升到50%。1997年达到61%，在21世纪初的头几年的经济繁荣期时，认同“返回家庭相夫教子”的“选择女权主义”回潮，已婚女性就业率曾经回落到54%，在2008年底世界金融危机爆发后，因为生活压力增大所迫，美国已婚女性就业率重新上扬，在2010年上升到69%左右,与在改革开放30多年后婚后女性就业率下降到77%的中国大陆已相差不远。

### “养家糊口”
养家糊口，指的是为家庭提供经济上的支持。从历史上看，丈夫通常会负责养家糊口，但伴随着女性运动让越来越多的妇女开始走上工作岗位来保持自己经济上的独立，这种趁势也正在发生改变。根据《纽约时报》上的文章，“2001年，在所有妻子出门工作的家庭中几乎有三分之一其收入会超过自己的配偶”。然而，即使在那些夫妻双方都会出门工作的核心家庭中，大部分男性所承担的家务量仍然远远不及女性。

### 家庭主夫
家庭主夫指的是父亲并没有出门工作，而是待在家里做通常认为是由家庭主妇在做的事务。在美国社会中，家庭主夫并不流行:328。根据美国人口调查局的统计，“一共约有10.5万家庭主夫照顾着18.9万名儿童，这些已婚父亲因为有15岁以下的孩子需要照顾，所以自己留在家里，由他们的妻子出门工作”。

## 儿童

### 独生子女家庭
独生子女指的是一个家庭中唯一的孩子，没有任何亲生或收养的兄弟姐妹。独生子女通常有娇生惯养、以自我为中心和自私的刻板印象。在现实生活中，独生子女往往在学业和事业上都比有兄弟姐妹的孩子更加擅长:367。

### 无子女或不要子女的家庭
部分伴侣选择不生孩子，这其中包括打算以后再生孩子的年轻伴侣，或是决定永远都不要孩子的伴侣。
非自愿性的无子女可能是因为不孕不育、医疗问题、患有遺傳病孩子夭折或是其它因素导致的。

### 收养儿童家庭
被收养的儿童通常是被其亲生父母在出生时或出生后不久遗弃的孩子，原因可能是负担不起、先天性缺陷或严重疾病以及父母本身的缺陷等。这些孩子在找到永久的收养家庭前可能会首先进入寄养家庭生活，从寄养家庭中收养一个孩子也特别困难：2001年，只有5万名儿童获得了收养。这些儿童的平均年龄为7岁，表明年纪较长的孩子获收养的几率也较小。

## 争议

### 同性婚姻和子女抚养
同性父母指的是那些选择养育孩子的男、女同性恋伴侣。从全美国范围看，约66%的女同性伴侣和44%的男同性伴侣与18岁以下的孩子生活在一起:328。根据2000年人口普查数据，共计有59.4万户家庭的主人是同性伴侣，这其中的72%有孩子。2004年7月，美国心理协会的结论认为“整体的研究结果表明，与同性父母生活在一起儿童的福祉、发展和调整与那些和异性父母生活在一起的孩子相比没有明显不同”。

### 单亲家庭
在今天的美国社会中，单亲家庭开始变得更为常见。更多的孩子父母没有结婚，或是之后离婚，与父亲或母亲单独生活在一起的孩子越来越多。未婚父母的孩子所占比例从1960年的4%增加到了2001年的42%:20-21。另外在所有的单亲家庭中，83%是母子家庭:20-21。

### 收养要求
美國现行的收养要求和政策让寄养家庭和潜在永久收养家庭要收养儿童在程序上变得更加困难。一个家庭在收养前必须符合州、县和机构的标准。收养机构的标准通常更倾向于由已婚伴侣而非单身人士领养，并且也会比较看重收养父母的年龄。收养家庭还需要满足孩子亲生父母所定下的标准。所有这些不同的标准都让有需要家庭的收养变得更加困难。不过，这样的严格要求可能也有利于保护孩子免被不合格的家庭收养。
据统计，从2007至2008年，美國共有约27.2万名儿童获收养，其中13%是从其他国家收养，近一半是通过私人机构收养，剩下的大部分是通过公立儿童福利机构收养的。

### 性別角色的压力
随着时间的推移，核心家庭中传统“父亲”和“母亲”角色的界限已经变得模糊。在女性主義运动的影响下，女性开始寻求经济独立而出门工作，并选择牺牲自己哺育孩子的时间来成就事业。因此父亲出门养家糊口，母亲在家相夫教子的传统角色已经打上了一个问号。

## 非裔美国人家庭结构
非裔美国人的家庭结构已成为国家公共政策的关注议题。1965年由丹尼尔·帕特里克·莫伊尼汉提交的报告研究了黑人贫困问题与家庭结构之间的联系。并推测对黑人核心家庭结构的破坏将会阻碍黑人在经济和政治平等上的进一步发展。
莫伊尼汉写道，在1965年家庭结构受到破坏以前，黑人的非婚生育率约为25个百分点，到了1991年，68%的黑人孩童是非婚生的。2001年，72%的黑人婴儿是由未婚母亲生下来的。

## 电视的描写
电视行业最初创建了一个美国核心家庭的刻板印象。在二战结束后的婴儿潮时期，家庭成为了一个受欢迎的社交话题，特别是在电视上:7-8。像《考斯比一家》、《一家子》、《奉子成婚》、《杰弗逊一家》等电视剧描绘了美国各类不同家庭的成长。这些“完美的”核心家庭经过多年后也变得更贴合实际，展示了单亲和离婚家庭，以及年长单身人士的生活。《吉尔莫女孩》、《单身毒妈》就描写了单身家庭的生活，而《摩登家庭》中则同时展现了三种家庭的生活：一个传统的核心家庭，一个两位男同性恋从国外（越南）收养了一个孩子的家庭，以及一对老夫少妻（双方均为离异），女方还有一个儿子的家庭。

## 扩展阅读
- Mattox, William R., Jr. . Children Today. Nov–Dec 1990  [2013-06-06]. （原始内容存档于2020-09-13）.